# Пяндж (посёлок)
Пяндж (тадж. Панҷ) — посёлок городского типа (городской посёлок), административный центр Пянджского района Хатлонской области Республики Таджикистан, ранее райцентр Таджикской ССР.

## История
При Бухарском эмирате Сарай-Комар был одним из крупных русских поселений в Восточной Бухаре и насчитывал до 6 000 жителей, обоего полу. Он имел европейский вид, обустроенную пристань; по реке курсировали пароход и несколько десятков моторных лодок. Здесь были расположены склады различных товаров компаний, и действовали отделения Российской императорской почты и российских коммерческих банков.
Постановлением Президиума ЦИК СССР от 27.03.1932 село Сарай-Комар Сарай-Комарского района преобразовано в город Бауманабад Бауманабадского района. Город был назван в честь бывшего в 1931—1934 годах Первым секретарём Среднеазиатского бюро ЦК ВКП(б) Карла Яновича Баумана.
После того, как Карл Бауман был арестован 12 октября 1936 года, в 1936 году посёлок получил новое название Кировабад в честь Кирова Сергея Мироновича. В 1953 году получил статус посёлка городского типа. В 1963 году стал называться Пяндж по местному орониму.
8 марта 1987 года подвергался обстрелу со стороны душманов. В ночь с 8 на 9 марта мятежники бандглаваря Латифа обстреляли приграничный райцентр Пяндж, но благодаря оперативным ответным действиям пограничников Пянджского погранотряда удалось быстро нанести ответный удар по местам пусков реактивных снарядов и предотвратить большие жертвы и разрушения на советской территории.
По горячим следам была организована крупная операция возмездия по поиску и уничтожению пусковых установок и бандформирований, осуществивших эту дерзкую акцию.
Пограничники блокировали район обстрела, авиация десантировала десантно-штурмовые группы и во взаимодействии с наземными силами уничтожала противника. Особое мужество, героизм, братскую взаимопомощь проявили экипажи вертолётов.

## География
Расположен на реке Пяндж, по которой проходит граница с Афганистаном. Расстояние до Душанбе — 206 км.

## Население
| 2019   | 2020   | 2021   | 2022   |
| ------ | ------ | ------ | ------ |
| 12 400 | 12 500 | 13 600 | 13 800 |